# Коц, Джон
Джон Коц (англ. John Kotz; 27 марта 1919, Райнлендер, Висконсин, США — 8 мая 1999, Дейн, Висконсин, США) — американский профессиональный баскетболист. Чемпион Национальной ассоциации студенческого спорта (NCAA) сезона 1940/1941 годов.

## Ранние годы
Джон Коц родился 27 марта 1919 года в городе Райнлендер (штат Висконсин).

## Студенческая карьера
В 1943 году закончил Висконсинский университет в Мадисоне, где в течение трёх лет играл за баскетбольную команду «Висконсин Бэджерс», в которой провёл успешную карьеру, набрав в итоге рекордное в то время количество очков в истории команды (841). При Коце «Бэджерс» один раз выигрывали регулярный чемпионат конференции Big Ten (1941), а также один раз выходили в плей-офф студенческого чемпионата США (1941).
В 1941 году «Висконсин Бэджерс» стали чемпионами Национальной ассоциации студенческого спорта (NCAA), а Джон Коц был признан самым выдающимся игроком этого баскетбольного турнира. 21 марта «Барсуки»  вышли в финал четырёх турнира NCAA (англ. Final Four), где сначала в полуфинальном матче, 22 марта, в упорной борьбе обыграли команду Эдди Стралоски «Питтсбург Пантерс» со счётом 36—30, в котором Коц стал вторым по результативности игроком своей команды, набрав 10 очков, а затем в финальной игре, 29 марта, обыграли команду Кёрка Геберта «Вашингтон Стэйт Кугарз» со счётом 39—34, в которой Джон также стал вторым по результативности игроком своей команды, набрав 12 очков.
Джон Коц один раз включался в 1-ю всеамериканскую сборную NCAA (1942), а также один раз — во 2-ю всеамериканскую сборную NCAA (1943). В 1991 году он был введён в Спортивный Зал Славы Висконсинского университета.

## Профессиональная карьера
Играл на позиции лёгкого форварда. После завершения студенческой карьеры Коц в сезоне 1945/1946 годов провёл 11 игр в регулярном чемпионате, набрав в итоге 74 очка, и 3 матча в плей-офф в составе «Шебойган Рэд Скинс», выступавшей в то время в Национальной баскетбольной лиге.

## Смерть
Джон Коц умер 8 мая 1999 года на 81-м году жизни в округе Дейн (штат Висконсин).